# Johanna Schnarf
Johanna Schnarf, född 16 september 1984 i Brixen, Italien, är en italiensk alpin skidåkare. Hon har specialiserat sig inom störtlopp och super-G.
Schnarf debuterade i världscupen den 5 december 2004 vid tävlingar i Lake Louise. Hon deltog även i olympiska vinterspelen 2010 och kom som bäst på en fjärde plats i super-G. Hon har deltagit i världsmästerskapen 2007, 2009, 2011 och 2015.

### Fotnoter
1. ↑  ”Julia Mancuso, Manfred Pranger & more” (på engelska). Völkl. 13 mars 2010. Arkiverad från originalet den 24 december 2015. https://web.archive.org/web/20151224180024/http://www.voelkl.com/news/ski-news/news-detail/article/julia-mancuso-manfred-pranger-more.html?L=0. Läst 24 december 2015.